# 베로나
베로나(Verona)는 거주 인구 255,131명을 지닌 이탈리아 베네토 지방에서 두 번째로 큰 도시이다. 베네토 지역의 일곱 개 도청 소재지 중 한 곳이며, 베네토 지방 및 이탈리아 북동부 지방자치단체 도시 중 가장 넓다. 베로나 도시권은 1,426 km2 (550.58 mi2)에 달하고 인구는 714,310명이다. 이곳의 예술 유산 및 로마 시대 원형극장인 아레나 디 베로나에서 열리는 오페라 시즌을 비롯해 연간 축제 및 공연 덕에 북이탈리아 최대 관광 중 한 곳이다.
13세기와 14세기 사이, 베로나는 델라 스칼라 가문의 통치를 받았다. 델라 스칼라 가문의 통치 하에서, 특히 칸그란데 1세 델라 스칼라 시기 베로나는 부유함과 강력함을 갖추고 새로운 성벽이 도시를 둘러싸는 등 큰 번영을 누렸다. 베로나 주변 다양한 기념물 등에 델라 스칼라 시대가 남아 있다.
'로미오와 줄리엣', '베로나의 두 신사' 등 윌리엄 셰익스피어의 희곡 두 편이 베로나를 배경으로 하고 있다. 셰익스피어가 베로나나 이탈리아를 방문한 적이 있었는가에 대해서는 알려진 바 없으나, 그의 작품들은 여러 관광객들이 베로나와 인근 도시들을 방문토록 끌어들이고 있다. 베로나는 또한 최초의 여성 인본주의자이자 르네상스 시기 가장 중요한 인본주의자 중 한 명으로 일컬어지는 이소타 노가롤라의 출생지이기도 하다. 2000년 11월, 베로나는 도시 구조와 건축물로 인해 유네스코 세계문화유산에 등재되었다.
베로나는 2026년 동계 올림픽의 폐막식이 개최되는 장소로 예정되어 있다.

## 역사
베로나 초기 역사의 정확한 내용은 베로나라는 지명의 기원과 더불어 수수께끼로 남아있다. 한 이론에서는 이곳이 에우게네이족의 도시였다가 이후에 케노마니족에게 이곳을 내주었다고 한다 (기원전 550년). 로마가 포강 계곡 유역을 정복하면서, 베로나 영역은 기원전 300년경 로마의 영토가 되었다. 베로나는 기원전 89년 로마의 콜로니아가 되었다. 기원전 49년에는 '무니키피움'으로 분류되었으며, 당시에 이곳 시민들은 트리부스를 '포빌리아' 또는 '푸블리키아' 등으로 부여받았다.
베로나는 일부 도로들이 교차하는 곳에 위치해 있어 중요성을 띠게 되었다. 로마군의 군사 지휘관 스틸리코가 알라리크 1세와 그의 서고트족들을 402년 이곳에서 격파시켰다. 이후, 489년 동고트족에 정복되었고, 고트족들의 이탈리아 지배가 시작됐다. 테오도리크 대왕이 이곳에 궁전을 지었다고 전해진다. 고트 전쟁 (535년~552년) 내내 고트족의 세력권 하에 있다가 541년 딱 하루가 아니었는데, 이때 비잔티움군의 장교 아르타바제스가 진입하였다. 전리품을 둘러싼 비잔틴 장군들의 이탈로 인해, 고트족이 도시를 다시 장악할 수 있게 되었다. 552년 발레리아누스 장군 휘하의 로마군은 베로나에 입성하려 했으나, 고트족들이 완전히 무너지고 난 다음에야 베로나를 점령할 수 있었다.
569년, 랑고바르드족의 왕 알보인에게 점령되었으며, 랑고바르드 왕국 내에서 두 번째로 중요한 도시이었다. 이곳에서 알보인은 572년 아내의 묵인과 함께 부하들에게 살해당하였다. 트레비소 공작들이 베로나에서 보통 거주했다. 데시데리우스의 아들 아달기수스는 774년 베로나에서 랑고바르드 왕국을 멸망시켰던 샤를마뉴에 대한 최후의 저항을 펼쳤다. 베로나는 이탈리아 국왕들의 정기 거처가 되었고, 도시의 통치권은 산보니파초 백작들의 선조인 밀로 백작 가문에 의해 세습되었다. 880년부터 951년까지 두 명의 베렌가리우스가 거주했다.
신성 로마 제국 및 오스트리아 제국의 지배 하에서, 베로나는 독일어로 베른(Bern), 벨스베른(Welsch-Bern) 또는 디트릭스베른 등으로 알려져 있었다. 오토 1세는 바이에른 공국에 속한 후작령에 베로나를 넘겨주었으나, 부르주아 가문들의 커져가던 부가 백작들의 권력을 가렸고, 1135년에 베로나는 자유 코무네가 되었다. 1164년에 베로나는 비첸차, 파도바, 트레비소 등과 함께 베로나 동맹을 형성하였고, 베로나 동맹은 프리드리히 1세 바르바로사 황제에 맞서 1167년 롬바르디아 동맹과 통합되었다. 1176년 레냐노 전투에서 승전을 거뒀고, 베네치아 조약이 1177년에 체결되었으며 뒤이어 1183년에 콘스탄츠 화약으로 이어졌다.
에첼리노 3세 다 로마노가 1226년 '포데스타'로 선출되었으며, 그는 포데스타 직위를 종신 영주 직위로 바꿨다. 1257년 그는 베로나 평원 (Campi di Verona)에서 파도바인 11,000명의 학살을 초래했다. 그가 죽고 난 뒤, 대의회는 마스티노 1세 델라 스칼라를 포데스타로 선출했으며, 그는 '시뇨리아'를 가문의 소유로 전환했으며, 그럼에도 시민 계층이 정부 운영에 참여할 수 있는 권한을 부여하였다. 1262년 포데스타로 재선출되는 데 실패한 그는 쿠데타를 일으키도록 사주하며, 군권을 지닌 카피타노 델 포폴로 자리에 추대됐다. 그가 이 새로운 직위를 설치하기 앞서 오랜 내부 불협화음이 있었으며, 이 직위에는 포데스타를 인준하는 기능이 부여되었다.

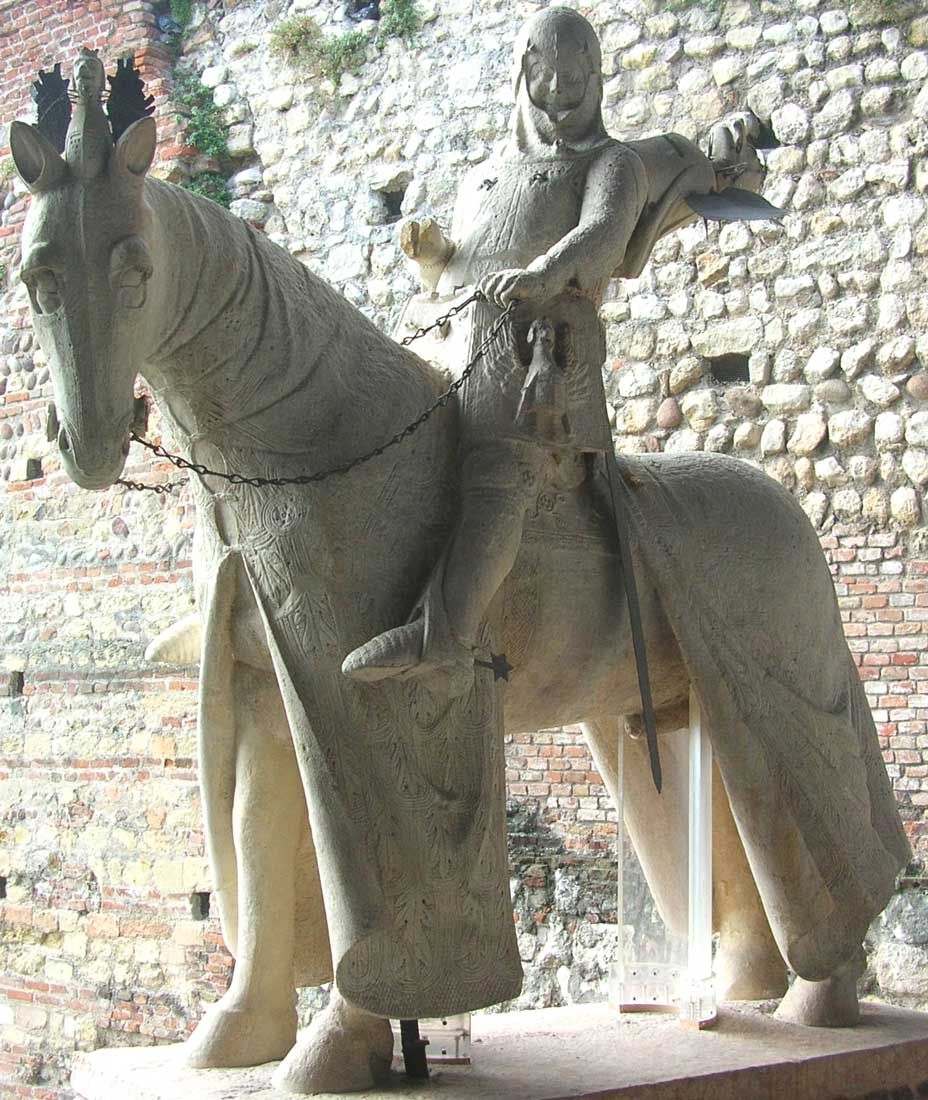
칸그란데 1세의 기마상

알베르토 델라 스칼라의 카피타노 포폴로로서 재위 기간 (1277년–1302년)은 에스테 가문의 지원을 받은 산보니파초 백작들과의 끊임없는 전쟁의 시기이었다. 그의 아들들인 바르톨로메오, 알보이노, 칸그란데 1세 델라 스칼라 (1291년–1329년) 중에 칸그란데만이 실제로 공동 통치를 수행했다 (1308년). 그는 전사이자 귀족, 예술의 후원가로서 위대한 인물이었으며 단테, 페트라르카, 조토 등을 보호했다. 전쟁 또는 조약을 통해, 그는 트레비소 (1308년), 비첸차 (1311년), 파도바 (1328년) 등 도시의 통치권을 가져왔다. 흑사병 발발 전에, 베로나는 40,000명 이상이 거주하던 곳이었다.

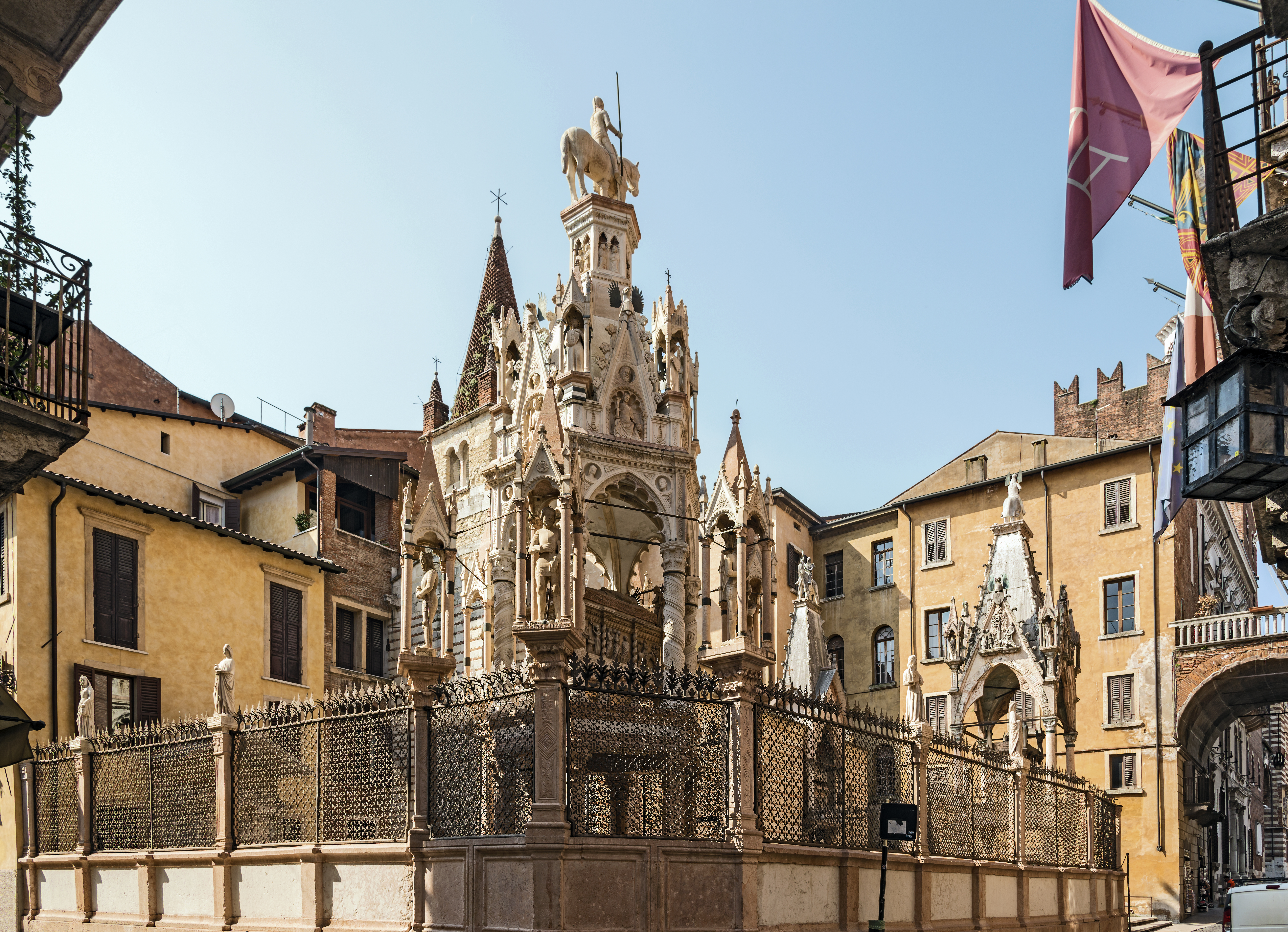
옛 베로나 영주들의 무덤인 아르케 스칼리제레

알보이노의 아들들인 마스티노 2세 (1329년–1351년)와 알베르토가 칸그란데의 뒤를 이었다. 마스티노는 숙부의 정책을 이어나가며, 1332년에 브레시아를 정복하였고 민치오강 너머로 세력을 떨쳤다. 그는 파르마 (1335년)와 루카 (1339년)를 매입하기도 했다. 그는 프랑스 국왕 다음으로 당대 가장 부유한 영주이었다. 1337년 피렌체, 베네치아, 비스콘티가, 에스테가, 곤차가가 등으로 이뤄진 동맹이 그에 대항해 결성됐다. 3년간의 전쟁 끝에, 스칼리제리의 영지는 베로나와 비첸차로 줄어들었다 (마스티노의 딸 레지나베아트리체 델라 스칼라가 베르나보 비스콘티와 혼인함). 마스티노의 아들 칸그란데 2세 (1351–1359)는 잔혹하고, 방종하며 의심쩍은 폭군으로, 가신들을 신뢰하지 않았고, 본인의 주위를 브란덴부르크에서 온 용병들로 채웠다. 그는 형제이던 칸시뇨리오 (1359–1375)에게 살해당하였으며, 그는 도시를 궁전들로 장식하고, 송수로와 교각을 공급하였으며, 국고를 설립했다. 그는 또한 다른 형제 파올로 알보이노도 살해하였다. 형제살해는 가문의 관습이 된 것으로 보이며, 칸시뇨리오의 친형제 안토니오 (1375–1387)의 경우 형제 바르톨로메오를 살해했으며, 그로 인해 베로나인들의 분개를 일으켜 밀라노의 잔 갈레아초 비스콘티가 그에게 전쟁을 일으켰을 때 그를 저버렸다. 모든 가용 자원을 소진한, 그는 1387년 10월 19일 새벽 베로나에서 달아났으며, 이로 인해 스칼리제리의 통치는 막을 내렸으나 기념물들은 남게 되었다s.

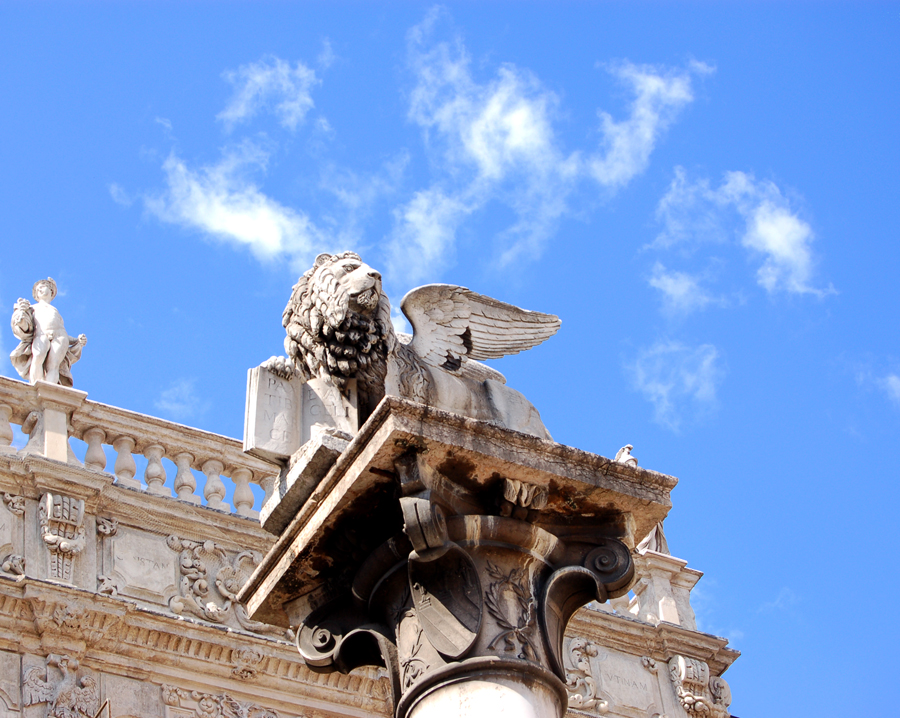
에르베 광장에 위치한, 베네치아 공화국의 상징 산 마르코의 사자

1387년은 베로나 측에 고용된 조반니 오르델라피와 파도바 측에 고용된 존 호크우드가 격돌한 카스타냐로 전투가 벌어진 해이었다. 후자가 승리하였다.
안토니오의 아들 칸프란체스코는 베로나를 되찾으려는 시도를 했으나 실패했다 (1390년). 칸그란데 2세의 아들 굴리에모는 좀 더 상황이 괜찮았는데 (1404년), 베로나인 및 카라라 가문의 지지를 받아 밀라노 병력을 몰아냈으나, 10일 만에 사망하고 말았다. 카라라 가문의 통치 시기가 지나고, 베로나는 베네치아에 항복했다 (1405년). 스칼라 가문의 마지막 일원들은 궁전에 거주했고 민중의 지지를 받아 지속적으로 베로나를 되찾으려 했다.
1508년부터 1517년까지, 베로나는 막시밀리안 1세 황제 통제 하에 있었다. 여러 번의 역병 발발이 있었으며, 1629년–1633년 당시, 이탈리아는 근대 최대의 역병 피해를 입었다. 1630–1631년에 베로나에서 대략 33,000명이 사망했다 (당시 인구의 60% 이상).
1776년, 베로나 타종법이라고 하는 타종법이 개발되었다. 베로나는 1797년 나폴레옹에게 점령되었으나, 부활절 월요일에 민중이 봉기하여 프랑스군을 몰아냈다. 나폴레옹이 베네치아 공화국을 멸망시킨 것이 이때였다. 당시 나폴레옹이 1797년 10월 캄포포르미오 조약을 체결하면서 베로나는 오스트리아의 영토가 되었다. 오스트리아 측은 1798년 1월 18일 도시의 통제권을 장악하였다. 1805년 프레스부르크 조약으로 인해 오스트리아로부터 나폴레옹의 위성 국가인 이탈리아 왕국의 일부가 되었으나, 나폴레옹이 1814년 패퇴하면서 오스트리아에 반환되며 오스트리아의 구성국 중 하나인 롬바르디아 베네치아 왕국의 영토가 되었다.
1822년 10월 20일에 진행된 베로나 회의는 1814–1815년에 빈 회의로 시작된 나폴레옹 전쟁 전후 문제를 다룬 지속적인 국제 회의 중 하나로, '유럽 협조'의 지속적인 시행을 나타낸다.
1866년, 제3차 이탈리아 독립 전쟁이 끝나고, 베네티아의 다른 지역들과 함께 베로나는 통일 이탈리아의 일부가 되었다.
파시즘의 출현은 베로나의 역사에 또 다른 어두운 장을 더했다. 이탈리아 곳곳에 있던 유대인들은 1938년에 통과된 여러 반유대법 중 하나인 인종 선언문, 1943년 나치 독일의 침입 이후 나치 강제 수용소로 이송을 당하는 등 타격을 받았다. 오스트리아군의 한 요새(현재는 Santuario della Madonna di Lourdes라는 이름의 교회)가 연합군, 유대인, 반파시스트주의자 등을 투옥하고 고문하는 데 사용되었으며, 특히 베로나가 이탈리아 사회 공화국의 일부가 된 1943년 이후에 두드러졌다.
오스트리아 통치 기간 베로나는 통치에 있어서 대단한 전략적 중요성을 가졌다. 베니토 무솔리니의 사위 갈레아초 치아노는 공화국을 상대로 모반을 일으키려 했다는 혐의로 기소되어, 1944년 1월 카스텔 베키오에서 나치와 파시스트 정권이 주도한 공개 재판 (베로나 재판)에 출석한 치아노는 많은 관료들이 함께 현재 콜롬보 도로 (Via Colombo)에 해당하는 아디제 강변에서 처형되었다. 이는 폭력 사태가 더욱 격화되는 또 하나의 전환점이었고, 이는 1945년 4월 26일 연합군과 파르티잔들에 의한 최종 해방으로써 비로소 끝나게 되었다.
제2차 세계대전 이후, 이탈리아가 나토 동맹에 가입하면서, 베로나는 철의 장막과 지리적 인접성으로 인해 전략적 중요성을 다시 한번 얻었다. 베로나는 SETAF (South European Allied Terrestrial Forces, 남유럽동맹 지상군) 기지가 되었고 냉전 기간 내내 강력한 군사적 존재가 있었으며 특히 미군의 주둔이 있었으나 냉전 이후로는 감소하고 있다.

## 지리

### 기후
베로나는 뜨거운 여름과 시원하고 습한 겨울 특성을 지닌 북이탈리아 내륙 평야의 온난 습윤 기후이며, 심지어 가르다호도 부분적으로 도시의 기후에 영향을 미치고 있다. 상대 습도는 연중 높은 편이며, 특히 겨울에는 해질 무렵부터 늦은 아침까지 안개를 유발한다. 다만 최근 몇 년간 이러한 현상은 점점 덜 발생하고 있다.
| 베로나 (베로나 빌라프란카 공항)의 기후                                                                        | 베로나 (베로나 빌라프란카 공항)의 기후 | 베로나 (베로나 빌라프란카 공항)의 기후 | 베로나 (베로나 빌라프란카 공항)의 기후 | 베로나 (베로나 빌라프란카 공항)의 기후 | 베로나 (베로나 빌라프란카 공항)의 기후 | 베로나 (베로나 빌라프란카 공항)의 기후 | 베로나 (베로나 빌라프란카 공항)의 기후 | 베로나 (베로나 빌라프란카 공항)의 기후 | 베로나 (베로나 빌라프란카 공항)의 기후 | 베로나 (베로나 빌라프란카 공항)의 기후 | 베로나 (베로나 빌라프란카 공항)의 기후 | 베로나 (베로나 빌라프란카 공항)의 기후 | 베로나 (베로나 빌라프란카 공항)의 기후 |
| 월 | 1월                                    | 2월                                    | 3월                                    | 4월                                    | 5월                                    | 6월                                    | 7월                                    | 8월                                    | 9월                                    | 10월                                   | 11월                                   | 12월                                   | 연간                                   |
| --- | -------------------------------------- | -------------------------------------- | -------------------------------------- | -------------------------------------- | -------------------------------------- | -------------------------------------- | -------------------------------------- | -------------------------------------- | -------------------------------------- | -------------------------------------- | -------------------------------------- | -------------------------------------- | -------------------------------------- |
| 역대 최고 기온 °C (°F)                                                                                        | 19.8 (67.6)                            | 22.1 (71.8)                            | 27.2 (81.0)                            | 31.8 (89.2)                            | 36.6 (97.9)                            | 38.1 (100.6)                           | 38.2 (100.8)                           | 39.0 (102.2)                           | 33.2 (91.8)                            | 29.2 (84.6)                            | 23.6 (74.5)                            | 18.8 (65.8)                            | 39.0 (102.2)                           |
| 일평균 최고 기온 °C (°F)                                                                                      | 7.3 (45.1)                             | 10.0 (50.0)                            | 14.9 (58.8)                            | 19.1 (66.4)                            | 24.1 (75.4)                            | 28.2 (82.8)                            | 30.4 (86.7)                            | 30.4 (86.7)                            | 25.4 (77.7)                            | 19.1 (66.4)                            | 12.6 (54.7)                            | 7.8 (46.0)                             | 19.1 (66.4)                            |
| 일일 평균 기온 °C (°F)                                                                                        | 2.9 (37.2)                             | 4.5 (40.1)                             | 9.1 (48.4)                             | 13.2 (55.8)                            | 18.4 (65.1)                            | 22.7 (72.9)                            | 24.9 (76.8)                            | 24.6 (76.3)                            | 19.6 (67.3)                            | 13.9 (57.0)                            | 8.4 (47.1)                             | 3.6 (38.5)                             | 13.8 (56.9)                            |
| 일평균 최저 기온 °C (°F)                                                                                      | −0.5 (31.1)                            | 0.1 (32.2)                             | 3.9 (39.0)                             | 7.6 (45.7)                             | 12.5 (54.5)                            | 16.9 (62.4)                            | 18.9 (66.0)                            | 18.7 (65.7)                            | 14.2 (57.6)                            | 9.5 (49.1)                             | 4.8 (40.6)                             | 0.2 (32.4)                             | 8.9 (48.0)                             |
| 역대 최저 기온 °C (°F)                                                                                        | −18.4 (−1.1)                           | −18.4 (−1.1)                           | −10.4 (13.3)                           | −2.2 (28.0)                            | 0.0 (32.0)                             | 3.8 (38.8)                             | 7.3 (45.1)                             | 8.1 (46.6)                             | 2.0 (35.6)                             | −4.6 (23.7)                            | −7.9 (17.8)                            | −15.5 (4.1)                            | −18.4 (−1.1)                           |
| 평균 강수량 mm (인치)                                                                                         | 42.7 (1.68)                            | 45.4 (1.79)                            | 45.1 (1.78)                            | 72.3 (2.85)                            | 81.9 (3.22)                            | 72.2 (2.84)                            | 62.9 (2.48)                            | 71.8 (2.83)                            | 90.9 (3.58)                            | 85.8 (3.38)                            | 95.9 (3.78)                            | 64.6 (2.54)                            | 831.7 (32.74)                          |
| 평균 강수일수 (≥ 1.0 mm)                                                                                      | 5.9                                    | 5.5                                    | 5.6                                    | 8.7                                    | 8.4                                    | 8.4                                    | 5.2                                    | 5.9                                    | 6.7                                    | 7.7                                    | 8.7                                    | 7.2                                    | 82.0                                   |
| 평균 상대 습도 (%)                                                                                            | 82.1                                   | 75.3                                   | 71.8                                   | 71.1                                   | 70.2                                   | 70.1                                   | 70.1                                   | 71.6                                   | 73.5                                   | 79.3                                   | 83.1                                   | 82.7                                   | 77                                     |
| 평균 월간 일조시간                                                                                            | 91.3                                   | 131.1                                  | 181.5                                  | 184.1                                  | 237.7                                  | 259.5                                  | 307.6                                  | 278.8                                  | 203.6                                  | 129.4                                  | 85.4                                   | 87.4                                   | 2,177.4                                |
| 출처 1: 미국 해양대기청 (평년값: 1991년~2020년, 일조시간: 1981년~2010년), 이탈리아 기상국 (극값: 1946년~현재) |                                        |                                        |                                        |                                        |                                        |                                        |                                        |                                        |                                        |                                        |                                        |                                        |                                        |
| 출처 2: Istituto Superiore per la Protezione e la Ricerca Ambientale (강수)                                   |                                        |                                        |                                        |                                        |                                        |                                        |                                        |                                        |                                        |                                        |                                        |                                        |                                        |

## 인구
| 출신 국가      | 인구   |
| -------------- | ------ |
| 루마니아       | 12,520 |
| 스리랑카       | 7,234  |
| 몰도바         | 5,008  |
| 나이지리아     | 3,233  |
| 모로코         | 2,857  |
| 알바니아       | 2,500  |
| 중화인민공화국 | 1,975  |
| 가나           | 1,444  |

2025년 기준, 베로나에는 255,133명이 거주하며, 그 중 47.9%가 남성이고 52.1%가 여성이다. 미성년자들은 전체 인구 14.1%이고 연금 수급자들은 26.2%로 집계됐다. 이 수치는 이탈리아 평균 미성년자 비율 14.9% 및 평균 연금 수급자 24.7%와 비교가 된다. 베로나 평균 연령은 43세로 이탈리아 평균 연령 42세와 비교된다. 2011년부터 2021년까지 10년간, 베로나의 인구는 1.4% 증가했으며, 반면 이탈리아는 전체적으로 0.7% 감소했다. 베로나의 현재 출산율은 1,000명당 9.24명으로 이탈리아 평균 9.45명과 대조된다.
2009년 기준, 인구의 87%는 이탈리아인이었다. 가장 많은 이민 집단은 3.60%의 다른 유럽 국가 (최대는 루마니아)이며, 뒤이어 2.03%의 남아시아, 1.50%의 사하라 이남 아프리카이다. 베로나는 주로 로마 가톨릭교회 신자가 두드러지며, 이민으로 인해 일부 동방 정교회 신자 및 무슬림도 일부 존재한다.

## 행정

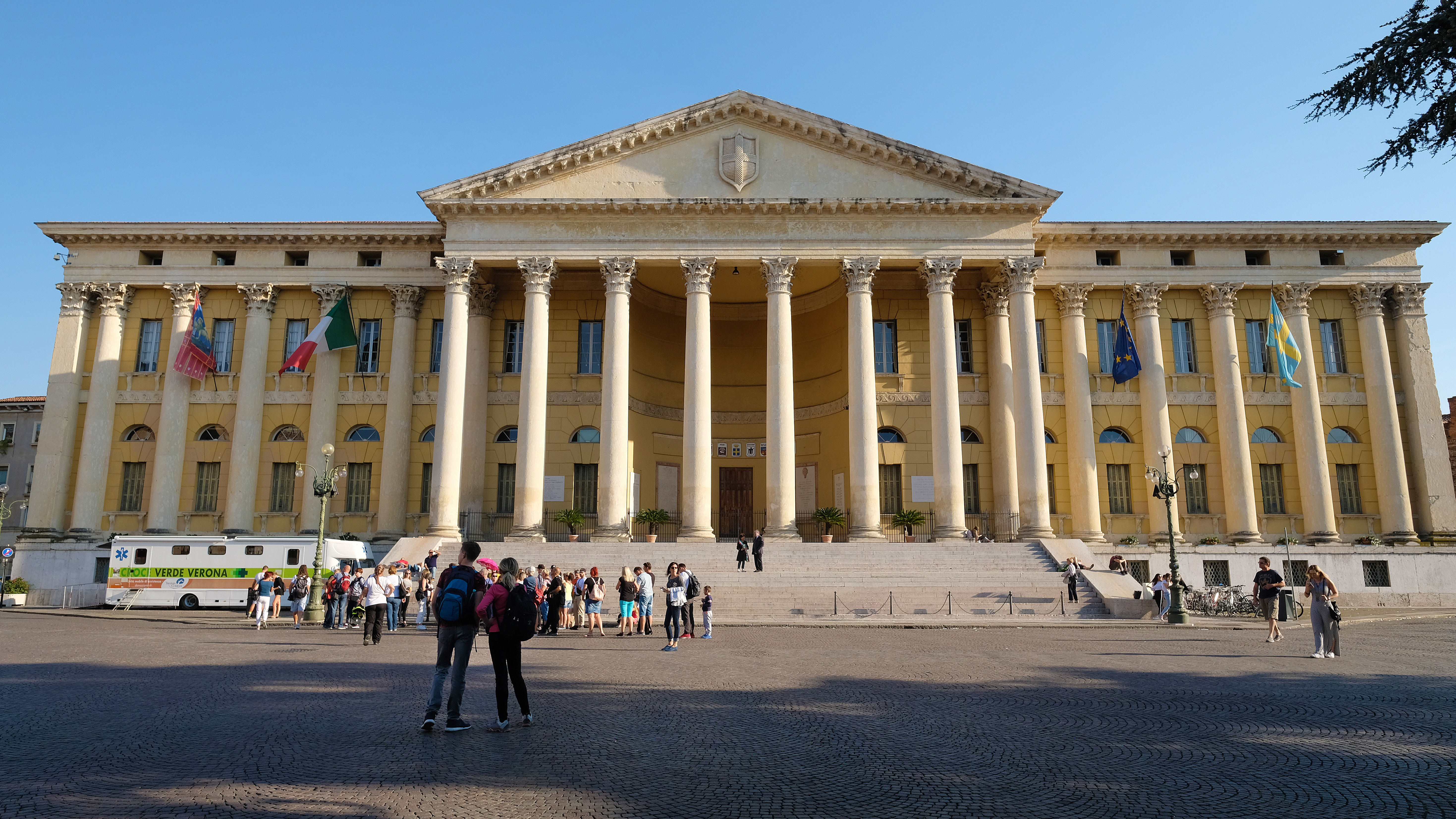
베로나 시청사로 쓰이는 '바르비에리 궁전'.

1993년 지방 정부 정치가 개편된 이래로, 베로나의 시정은 '바르비에리 궁전'을 청사로 쓰는 베로나 시의회가 이끌고 있다. 유권자들은 5년마다 33명의 의원과 베로나 시장을 직접 선출한다.
베로나는 동명의 도의 도청 소재지이기도 하다. 도의회는 '팔라초 델 고베르노' (Palazzo del Governo)에 있다. 베로나의 현재 시장은 2022년 6월 26일에 선출된 다미아노 톰마시이다.
베로나는 전통적으로 우익 성향의 전통주의 가톨릭 도시로, 이탈리아 사회 공화국의 주요 도시였던 과거 지위 및 베네토 지방의 우익 정치 성향을 반영하고 있다. 2018년 10월, 베로나는 이탈리아 내 낙태 반대를 선언한 최초 도시가 되었고, 2019년에는 미국의 기독교 우파 성향 로비 집단 'World Congress of Families'의 컨퍼런스가 개최되기도 했다. 그럼에도 불구하고, 시장에 대한 직접 선거가 1994년 시행된 이래로 베로나에는 2002년에 파올로 차노토, 2022년 현재의 시장 다미아노 톰마시 등 두 차례 좌익 성향 시장들이 선출됐으며, 최근의 선거 결과는 직전 시장 페데리코 스보아리나가 우파 연정에 중도 우파 정당들을 들이는 걸 거부한 데서 크게 비롯했다.

## 주요 볼거리
여러 역사적 건축물의 가치와 중요성으로 인해, 베로나는 '베로나 시: 기념물에 따른 유네스코 세계유산 지역']]라는 이름으로 유네스코 세계유산 목록에 등재되어 있다. 베로나는 중세 전기의 많은 고대 로마 시대의 기념물 (경기장 포함)을 보존하고 있으나, 여러 중세 전기의 유적들은 1117년 1월 3일 지진으로 인해 파괴되거나 많은 피해를 입어, 대규모 로마네스크 양식 건축물로 재건이 이어졌다. 카롤링거 시대의 시 '베르수스 데 베로나'는 중세 전기 베로나에 대한 중요한 묘사를 담고 있다.

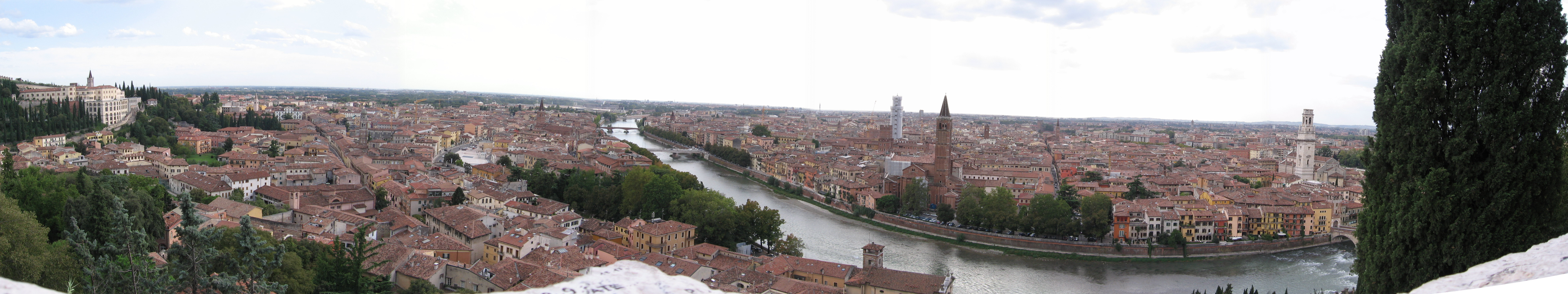
산 피에트로 성에서 본 도시 파노라마 뷰

### 로마 시대 유적
오늘날 도시 중심부에 있던 로마의 군사 취락은 직각으로 교차하는 카르디네스 및 데쿠마니를 따라 팽창하였다. 이 구조는 오늘날까지 유지되어 있으며, 항공사진으로도 분명히 확인할 수 있다. 이후 개발은 본래의 로마 시대 구획을 거의 바꾸지 않았다. 비록 로마 시대의 도시와 현무암으로 포장된 도로들은 대부분 지면 아래에 숨겨져 있지만, 약 6미터 아래에 사실상 온전히 보존되어 있다. 대부분의 팔라초(저택)와 주택들은 로마 시대 건축물 위에 지하실을 지었으며, 이 공간들은 일반 방문객에게는 거의 공개되지 않는다

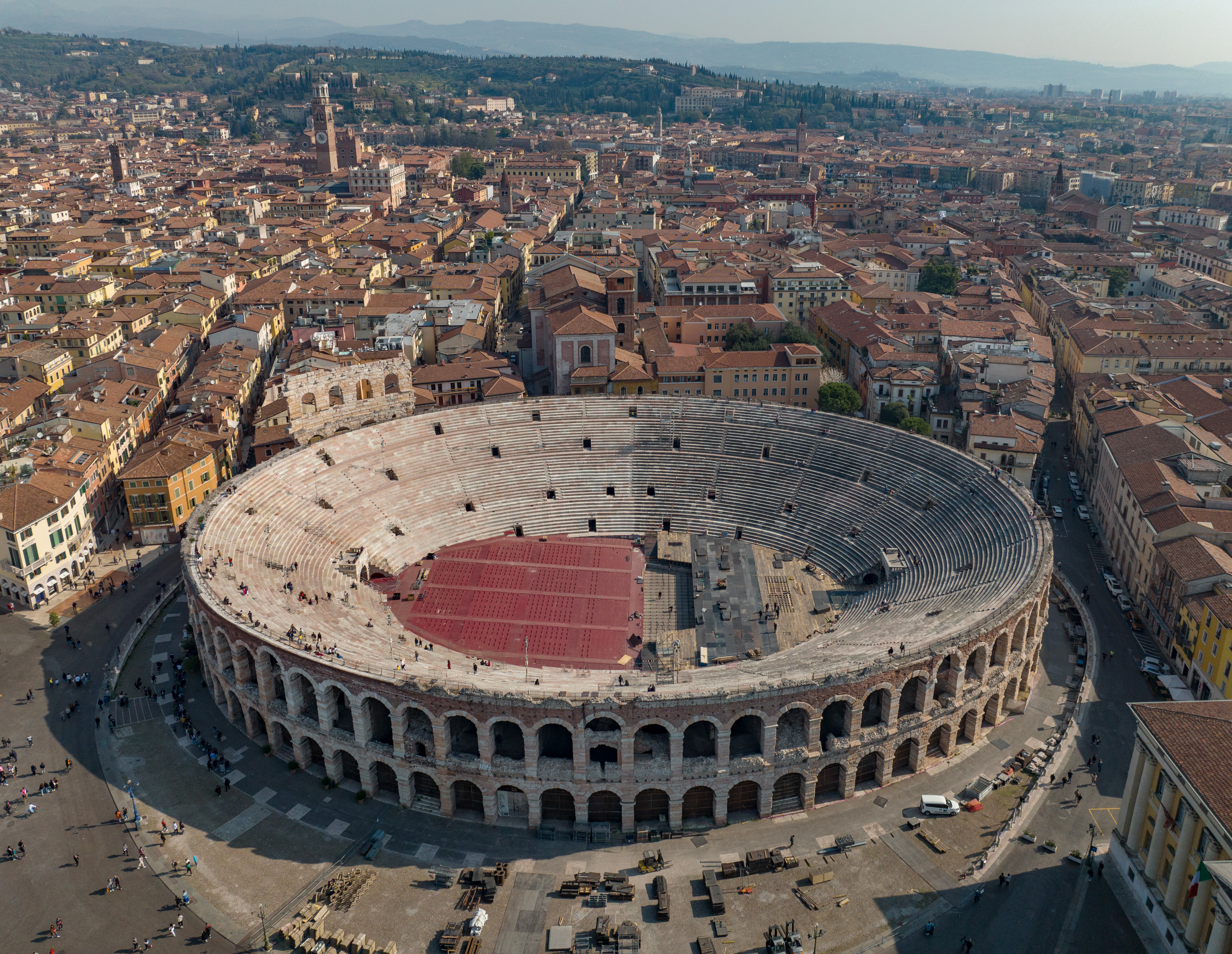
베로나 아레나

베로나는 도심 내 최대 규모 광장인 브라 광장에 세워진 로마 시대 원형극장인 아레나 디 베로나로 유명하다. 서기 30년경에 완공된 이 건축물은 로마의 콜로세움, 카푸아 원형극장에 이어 이탈리아 내 세 번째로 거대하다. 길이 139 미터 (456 ft)에 너비 110 미터 (360 ft)이고, 44열로 이뤄진 대리석 좌석에 약 25,000명을 수용할 수 있었다. 원형극장 내부에서 열린 '루디' (공연 및 검투사 경기)는 몹시 유명하여 도시 밖에서도 관중들을 끌어모았다. 현재의 2층 구조 파사드는 실제로는 층계에 대한 내부 지지 구조물이며 발폴리첼라의 흰색과 분홍색을 띠는 석회암으로 된 최초의 외부 둘레 벽은 3개 층에 일부만이 남아 있다. 내부 구조는 매우 인상적이고 사실상 훼손된 것이 없으며, 공공 행사, 박람회, 극장, 따뜻한 여름 밤에 진행되는 오페라 외부 공연 등 오늘날까지도 사용 가능하게 유지되고 있다.

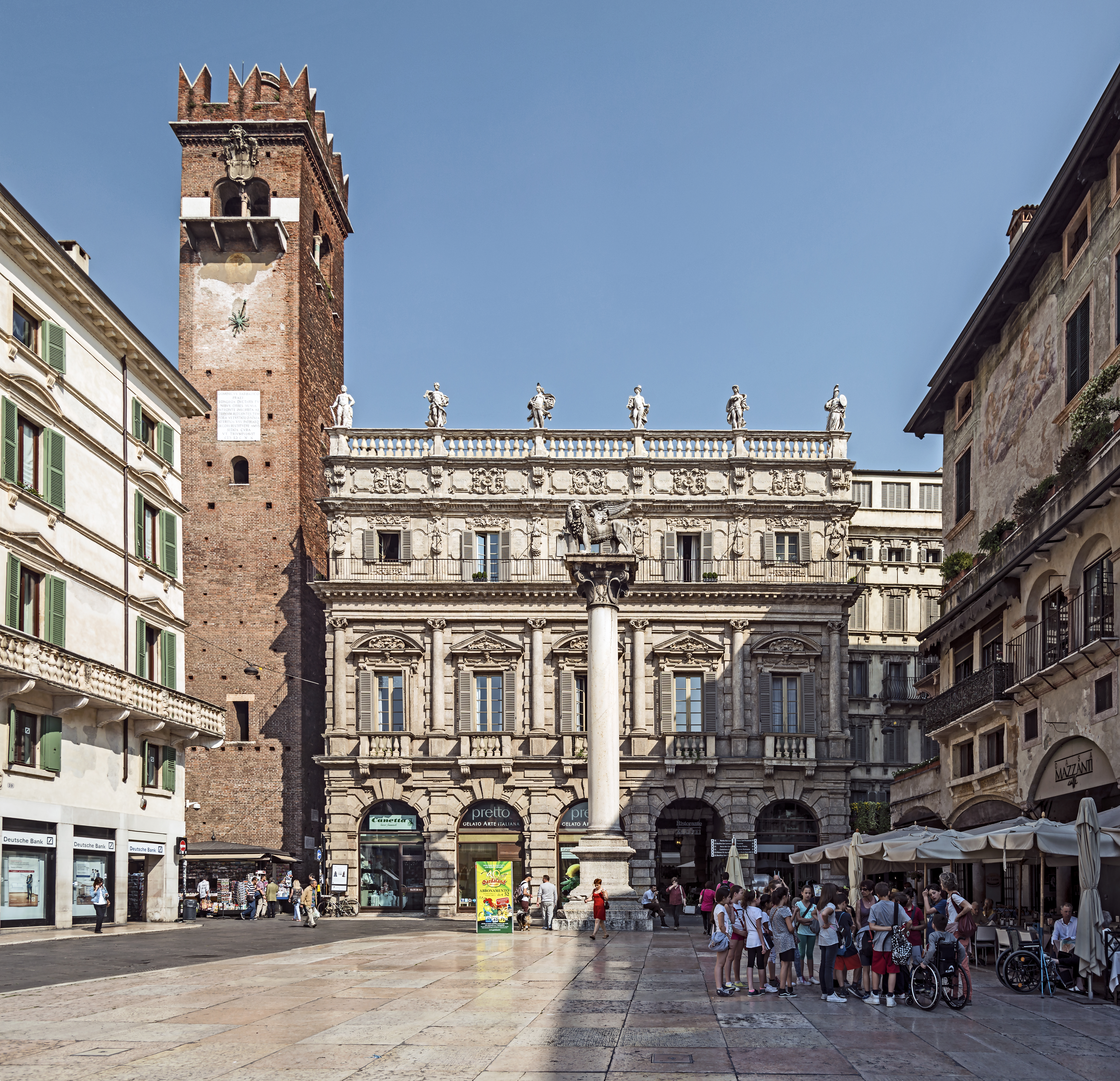
피아차 델레 에르베

로마 포룸 근처에 있는 에르베 광장은 베로나의 영주들인 칸그란데 1세와 칸시뇨리오 델라 스칼라 1세 등이 로마 시대의 욕장 및 빌라에서 뜯어온 재료 (대리석 블록 및 조각상)을 사용하여 재건된 것이다.
또한 베로나의 로마 극장 같은 베로나에 세워진 다른 여러 로마 시대 기념물들이 존재한다. 베로나의 극장은 기원전 1세기에 지어졌으나 시대가 흘러 사용되지 않았고 이후 주거 공간을 제공하기 위해 그 위에 건물이 세워졌다. 18세기에 부유한 베로나의 인물이던 안드레아 모냐 (Andrea Monga)는 당시 극장 위로 지어진 주거 시설을 모두 사들인 다음에 허물며, 로마 시대 기념물을 유지해냈다. 이곳으로부터 멀지 않은 곳에 현재까지 남아있는 또 다른 로마 시대 랜드마크 피에트라 교가 존재한다.
'아르코 데이 가비'는 서기 1세기에 건설되었고 건축물에 설계자의 이름 (건축가 루키우스 비트루비우스 코르도네)이 새겨져 있는 것으로 유명한데, 그 당시 시대 상으로는 매우 드문 경우이다. 현재 Corso Cavour 도로에 해당하는, 베로나로 진입하는 로마 도로에 위치했으나, 1805년 프랑스 군대에 의해 철거되었다가 1932년에 재건되었다.

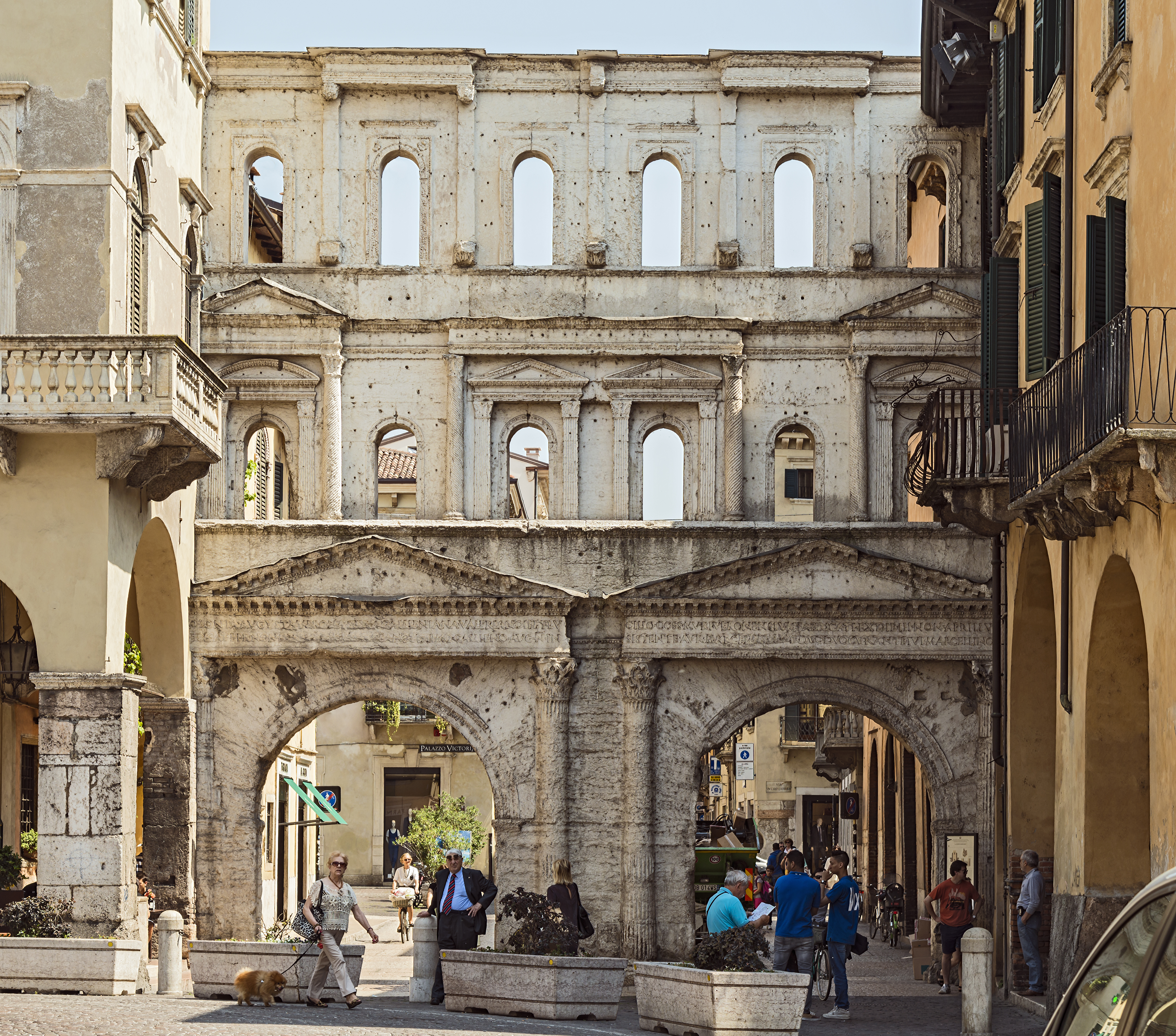
포르타 보르사리

인접한 곳에 Corso Porta Borsari 도로 끝에 있는 아치길인 '포르타 보르사리'가 자리잡고 있다. 이 건축물은 본래 로마 시대 방벽에 있던 서기 3세기에 세워진 문의 파사드이었다. 이곳의 금석문은 서기 245년의 시기 것으로 추정되고 '콜로니아 베로나 아우구스타' (Colonia Verona Augusta)라는 도시 명칭을 알리고 있다. 이 문을 통과하여 가로 지르는 도로 Corso Porta Borsari는 본래 로마 시대 도시의 비아 사크라에 해당했다. 현재는 일부 르네상스 시기 궁전들 및 에르베 광장에서 불과 몇 미터 안 떨어져 있는 옛 산티 아스톨리 교회가 도로 옆에 위치해 있다.
'포르타 레오니'는 한때 로마 시대의 성문 일부를 이루던 기원전 1세기의 유적이다. 상당한 부분이 여전히 중세 건축물의 벽면 일부로서 남아 있다. 이곳의 거리는 야외 유적지로 운영되고 있고, 본래 로마 시대의 거리 및 관문의 기초 등 잔해를 현재의 길거리 지면 높이에서 아래로 볼 수 있다. 그곳에서 확인할 수 있는 것처럼, 성문은 조그만 감시탑들의 보호를 받고 있으며, 이곳에서 도시에 들어가거나 나가기 전 여행자 및 짐을 검사했었다.
'산토 스테파노' 교회는 최초 기독교 순교자에게 봉헌된 곳으로, 초기 기독교 시대에 세워졌으며, 초대 베로나 주교들의 유해가 안치되어 있다. 수세기 동안 성 스테파누스는 복잡한 건축적 변화를 겪었다. 특히나 두드러지는 점은 독특한 이층 구조의 주보랑으로, 아마도 순례자들이 이 교회가 소장한 것으로 유명한, 다수의 중요한 성유물들을 볼 수 있도록 시야를 확보해주기 위해 지어진 것으로 보인다. 방문할 만한 또 다른 장소로는 십자가 모양의 지하실(crypt)이 있으며, 이곳에는 다수의 기둥, 아치, 교차 볼트가 있다. 성 스테파노는 최초의 기독교 순교자로, 사도행전에 따르면, 예루살렘 바로 밖에서 돌에 맞아 순교한 것으로 전해지며, 그 장소는 오늘날에도 이른바 포르타 레오니라는 명칭으로 기억되고 있다.

### 중세 건축물

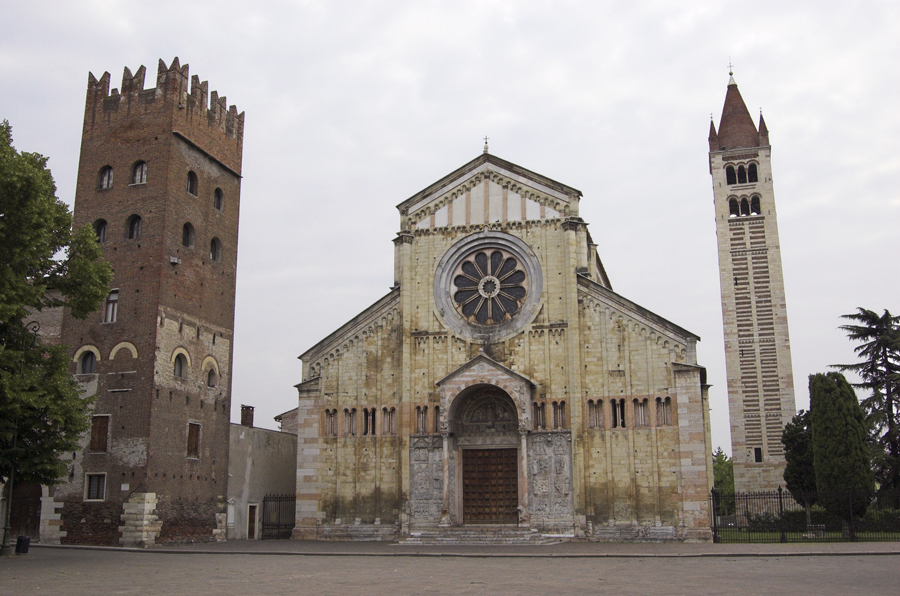
베로나의 여러 다른 교회들처럼 산 체노 성당은 하얀색 석재와 벽돌로 번갈아 가며 지어졌다.

'산 체노 마조레 성당'은 로마네스크 양식의 교회로, 이 지역에 세워진 세 번째 건물이며, 4세기에 건립된 베로나의 수호 성인 성 체노 (362년부터 사망한 380년까지 베로나 주교로 재임)의 성소 위로 1123년부터 1135년에 걸쳐 만들어졌다. 파사드는 넓은 사각형 모양이 특징이며, 단테의 신곡 연옥편 18곡에서 언급된 높이 72m의 종탑의 측면에 있다. 풍화가 이뤄진 베로나의 석재는 따뜻한 황금빛을 띠며, 기둥과 주랑, 처마선의 절제된 선들과 이중 창이 있는 회랑은 파사드에 조화롭고 우아한 분위기를 자아낸다. 커다란 장미창이 운명의 수레바퀴 형태로 장식되어 있다. 정문 위의 인방보에는 1년 열두 달을 묘사한 조각이 있는데, 출입구 양쪽에는 성경 장면을 담은 18개의 부조 패널이 장식되어 있고, 내부의 청동 문 패널에는 성경의 장면들과 성 제노의 생애에서 비롯된 에피소드들이 원시적이지만 강렬하게 묘사된 48개의 장면으로 구성되어 있다. 이 장면들의 일부 의미는 현재 알려져 있지 않으나, 인물들의 예외적으 생생한 역동성은 전통 및 오토 양식 영향이 훌륭하게 결합된 것이다. 교회의 내부는 건축물의 3분의 2를 차지하는 하부층과, 나머지를 이루는 상부층으로 나뉘어 있다. 벽면에는 12세기와 14세기의 프레스코로 장식되어 있고 신랑의 천장은 배의 용골 모양을 한 천장의 뛰어난 예시이다. 아치 모양의 크립트에는 초대 베로나 주교인 성 체노를 포함해 다른 성인들의 무덤을 포함하고 있다. 교회의 북쪽에는 회랑이 있다. 또한 이 교회에는 이탈리아의 왕 피핀 (777년–810년)의 무덤이 있기도 하다.

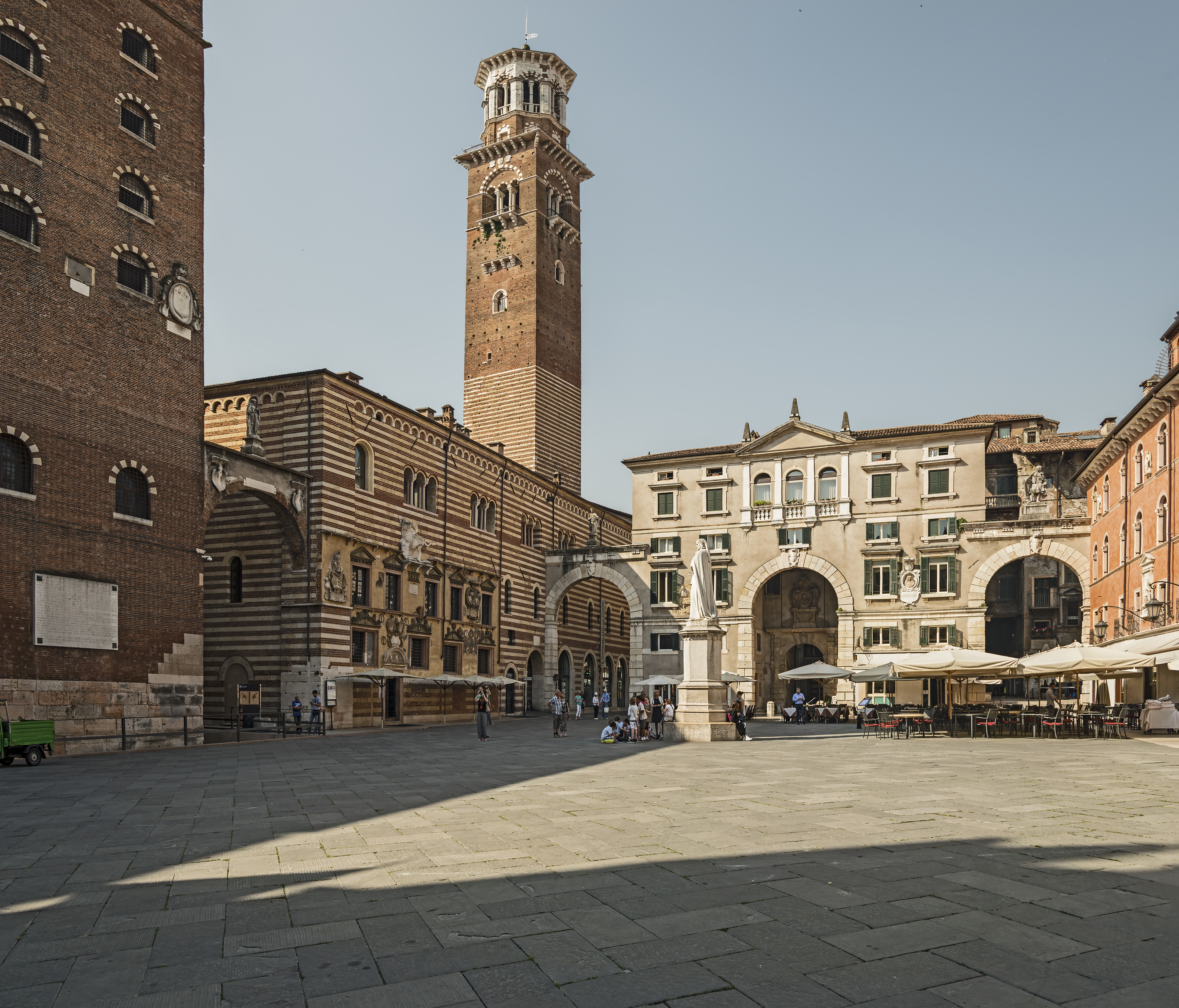
시뇨리 광장

시뇨리 광장에는 다양한 건물과 탑들이 있는 뛰어난 중세 시대 광장이다. 이곳에는 단테 알리기에리에게 헌정된 기념물이 존재한다.
'산 로렌초 성당'은 비록 규모는 작지만 또다른 로마네스크 교회이다. 1177년경으로 기원이 거슬러 올라가며, 현재 일부가 남아 있는 초기 기독교 시대의 교회 터에 지어졌다. 벽돌과 석재 벽돌과 돌이 교대로 층을 이루며 지어졌고, 여성들의 방으로 이어지는 나선형 계단이 있는 두 개 원통형 탑이 존재한다. 교회 내부는 소박하면서도 수수하다. 돌과 벽돌로 된 줄무늬 띠와 우아한 아치들이 주변 환경과 잘 어우러진다.
'산타 마리아 안티카'는 작은 로마네스크 양식 교회로 스칼리제리 인물들의 사설 예배당 역할을 했었으며, 고딕 양식의 스칼리제리 무덤으로 유명하다.

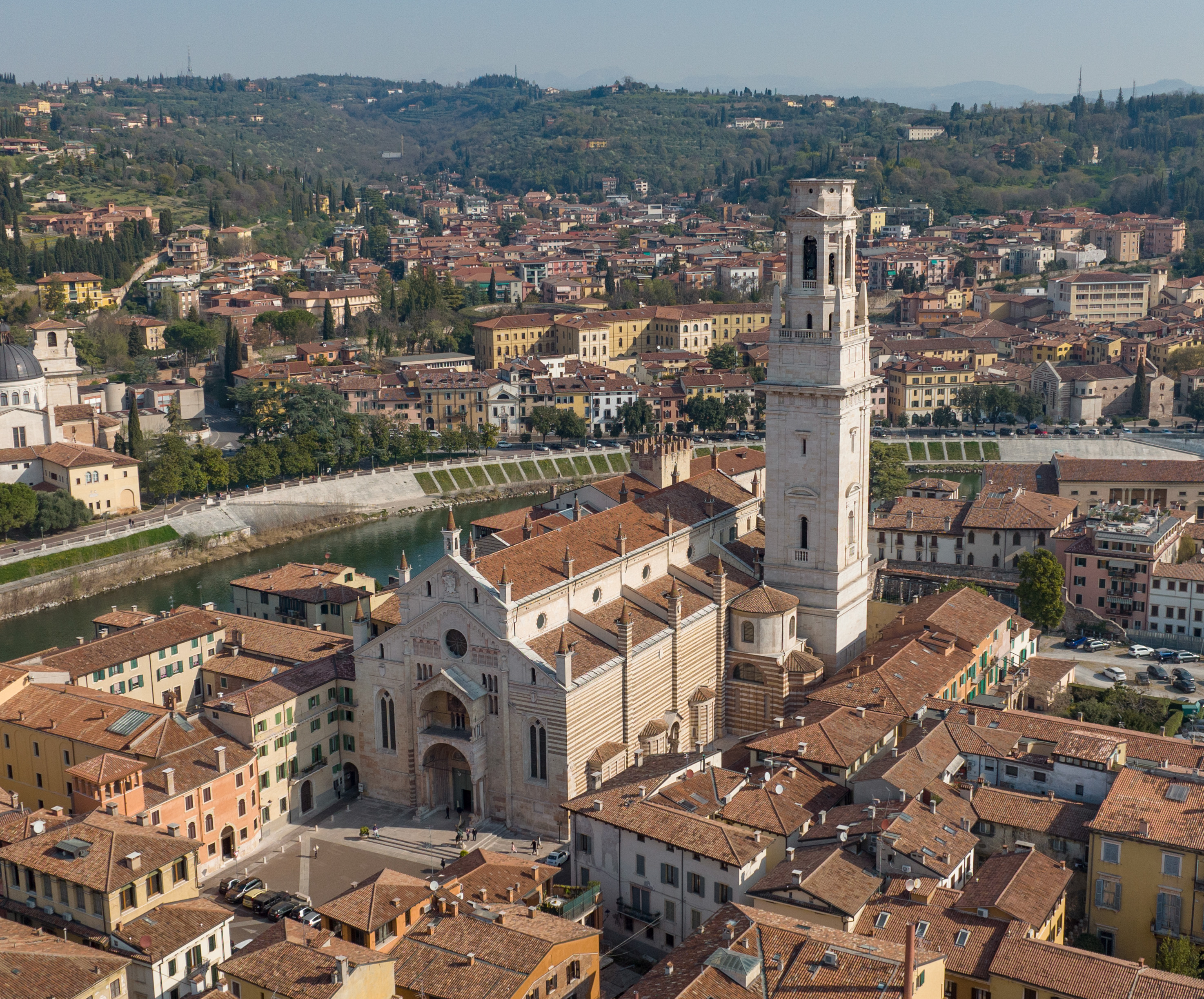
베로나 대성당

두오모로도 알려진 '베로나 대성당은 대표적인 로마네스크 양식의 교회이다.
산타나스타시아는 도미니코 수도회가 설교로 모인 대규모 집회를 주최할 목적으로 1290년부터 1481년에 걸쳐 건설한 거대하고 아주 높이가 큰 교회이다. 펠레그리니 예배당에는 피사넬로의 '성 게오르기오스와 트레비존드 공주' 프레스코화와 더불어 포함해 벨헬름 폰 비브라의 무덤을 소장하고 있다. 미술제가 5월마다 이곳 과장에서 열린다.
'폰테 스칼리제로'라는 이름으로도 알려진 카스텔베키오 다리는 활꼴 모양을 한 홍예교이다. 1356년 완공 당시, 세계에서 가장 큰 홍예교였다. 경간 길이가 48.70 m (159.78 ft)이다.

## 스포츠

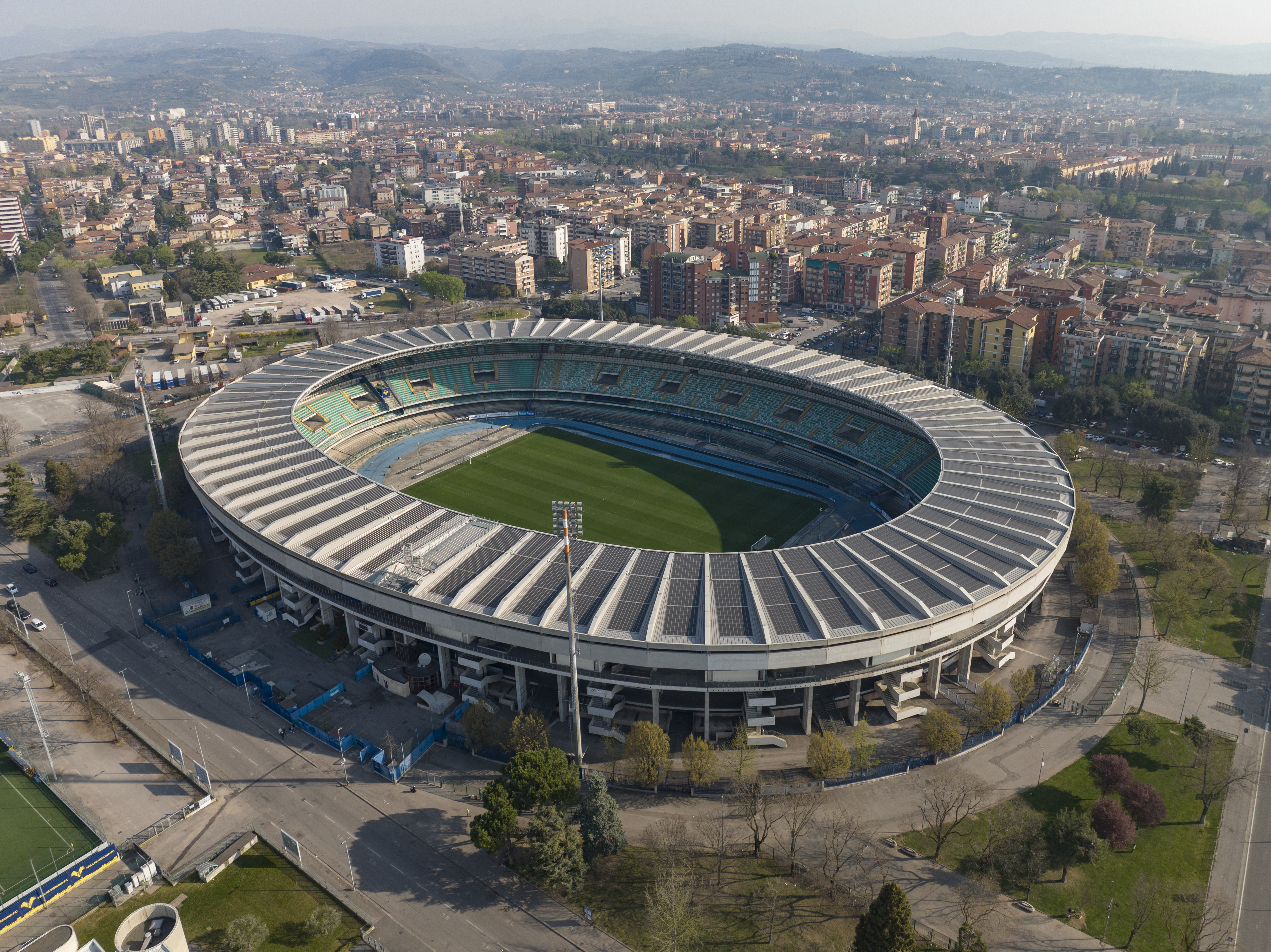
1990년 FIFA 월드컵의 경기장으로 사용된 바 있는 스타디오 마르칸토니오 벤테고디는 베로나의 주요 축구 팀 엘라스 베로나의 홈구장이다.

베로나에는 프로 축구 팀 두 개가 존재한다. 역사적으로 베로나의 대표 축구 팀은 엘라스 베로나이다. 엘라스 베로나는 이탈리아의 축구 선수권 대회 세리에 A 1984-85 시즌을 우승한 바 있고 다음 해 유러피언 컵에 참가했었다. 베로나의 교외 지역인 키에보 지역을 대표하는 키에보 베로나는 1929년에 창단됐다. 하지만 임금 체불 문제로 2021년 프로 팀 자격을 박탈당했다.  2021–22 시즌을 기준으로, 엘라스는 이탈리아 프로 축구 1부 리그 세리에 A에 참가하고 있으며, 베로나를 연고로 하는 또 다른 축구 팀 비르투스 베로나는 세리에 C에 참가하고 있다. 엘라스와 키에보 두 팀의 경기는 데르비 델라 스칼라로 불리고,  1990년 FIFA 월드컵의 경기장으로 사용된 바 있는 38,402석 규모의 스타디오 마르칸토니오 벤테고디를 홈 경기장으로 공유하고 있다.
베로나는 배구팀 베로나 발리 (현재 세리에 A1 참가), 럭비 팀 프랭클린 앤 마셜 커스 베로나 럭비 (현재 세리에 A1 참가), 농구팀 스칼리제라 바스켓 (현재 레가두에 참가)의 연고지이다.
세계 도로 자전거 경기 선수권 대회를 1999년에 (트레비소와 공동 개최) 그리고 2004년에 개최한 바 있다. 또한 해마다 열리는 도로 자전거 경기 대회 지로 디탈리아의 스테이지이기도 하다. 베로나는 또한 2009년에 농구 월드컵, 2010년 9-10월에는 배구 월드컵을 개최한 적도 있다. 베로나는 2014년 9-10월 여자 배구 세계 선수권 대회를 개최했다.

## 인프라와 운송

### 대중 교통

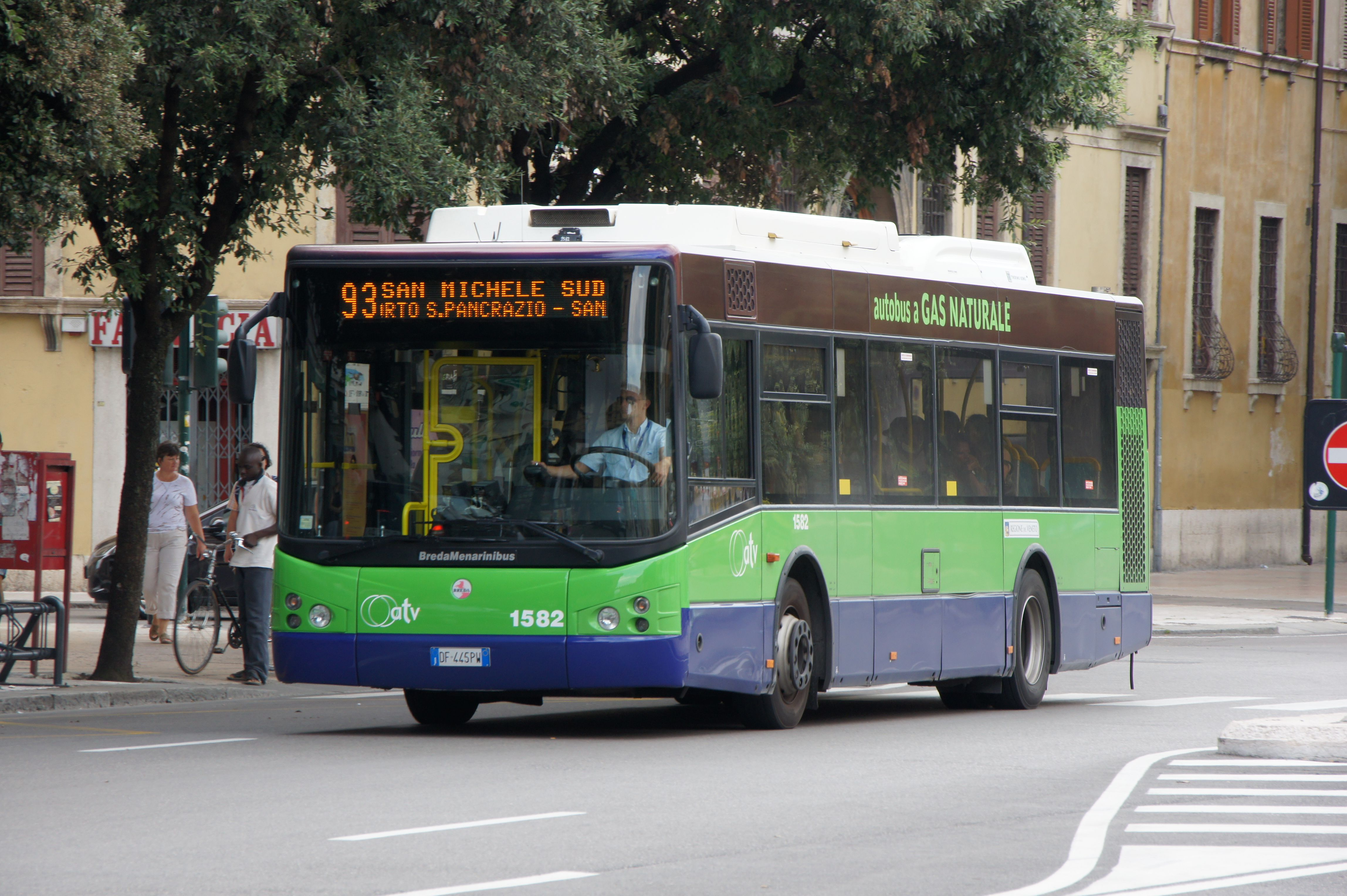
베로나의 ATV 버스

대중 교통은 2007년 이래로 토스카나주의 공립 통운 회사 'Azienda Trasporti Verona' (ATV)에 의해 운영되고 있다. 1884년부터 1951년까지, 베로나에서는 베로나 트램 노선이 운영됐었다. 트롤리버스가 트램을 대체하며 1975년에 트램은 자취를 감췄다. 신규 트롤리버스 노선이 현재 ATV에 의해 구축 중에 있고 2026년에 운행될 예정이다.
경사형 승강기인 베로나 케이블카가 2017년부터 운행 중이고 피에트라 교에서 로마시대 극장 박물관 및 산 피테으로 성으로 통하는 접근로를 제공하고 있다.

### 철도

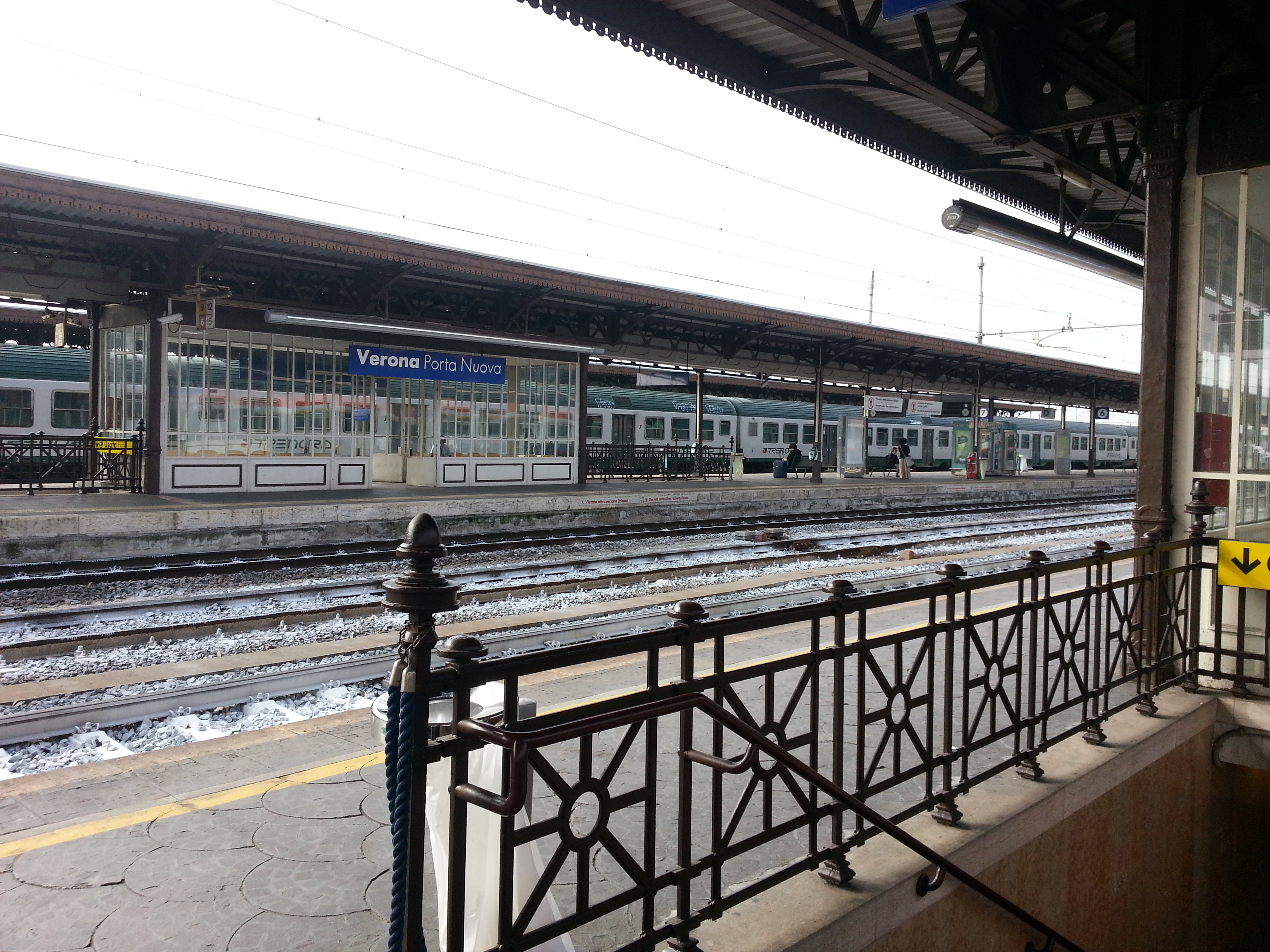
베로나 포르타 누오바역

베로나는 브레너 고개에서 로마로 이어지는 남북 노선과 밀라노와 베네치아를 잇는 동서 노선이 교차하는 주요 경로에 자리 잡고 있어, 유럽의 대부분으으로 접근할 수 있도록 하고 있다. 지방 및 지역 노선 외에도, 취리히, 인스부르크, 뮌헨으로 바로 향하는 노선도 존재한다. ÖBB 나이트젯은 베로나를 통해 라스페치아에서 빈, 뮌헨으로 향하는 야간 기차를 운영하고 있다.
베로나의 주요 역은 도심 남쪽에 위치한 베로나 포르타 누오바역이다. 이탈리아 내 9번째로 바쁜 역으로 여겨지며, 매일 약 68,000명의 승객 및 연간 2,500만 명의 승객들이 이용하고 있다.
도시 동쪽에 여전히 베로나의 주요 역으로 사용되는 포르타 베스코보의 작은 역이 존재하긴 하나, 현재는 베네치아와 포르타 누오바를 잇는 기차만이 드나들고 있다.

### 공항

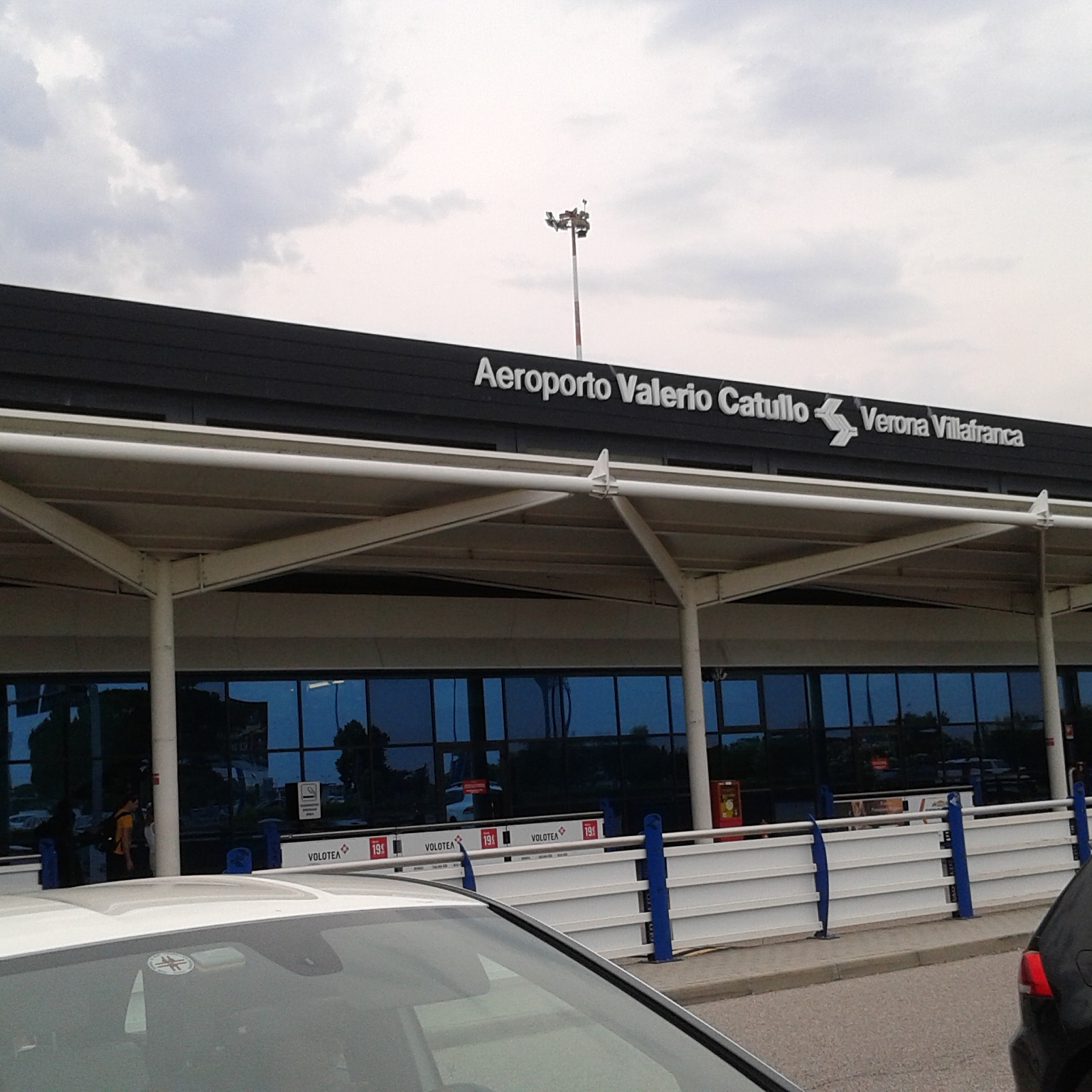
베로나 공항

베로나 공항은 베로나에서 남서쪽 10 km (6.2 mi) 거리에 있다. 2024년, 승객 수가 370만 명 이상으로 집계됐다. 포르타 누오바 기차역과 자주 운행되는 버스 운행으로 연결되어 있다.
베로나와 로마 피우미치노, 뮌헨, 베를린, 모스크바, 나폴리, 프랑크푸르트, 카타니아, 런던 개트윅, 더블린, 팔레르모, 코르크, 맨체스터, 리버풀, 칼리아리 등을 잇는 직항 여객기들이 존재한다.

## 유명 인물
- 알레아르도 알레아르디 (1812–1878) - 시인
- 베르토 바르바라니 (1872–1945) - 시인
- 파올로 벨라시오 (1554–1594) - 르네상스 시대 작곡가 및 로마 악파의 일원
- 스테파노 베르나르디 (1580–1637) - 바로크 시대 작곡가
- 마시모 부볼라 - 테라초 출신의 싱어송라이터
- 파올로 칼리아리 (1528–1588) - 파올로 베로네세로 더 유명한 화가
- 로우 캄피 (1905–1989) - 볼링 선수
- 마리오 카페키 (1937년 출생) - 2007년 노벨 의학상 수상자
- 조반니 프란체스코 카로토 - 화가
- 카툴루스 (기원전 84년경-기원전 54년경) - 라틴어 시인
- 발테르 키아리 (1924-1991) - 배우
- 질리올라 칭케티 (1947년 출생) - 가수이며 1964년 유로비전 송 콘테스트에서 우승하며 이탈리아에 초대 우승 트로피를 가져다 주었다
- 로렌초 코멘디크 - 화가
- 다미아노 쿠네고 - 전직 세계 랭킹 1위 사이클리스트이자 지로 디탈리아 우승자
- 조르조 데 스테파니 (1904–1992) - 1932년 프랑스 오픈 결승전에 오른 테니스 선수
- 알프레도 데 팔키 (1926–2020) - 시인 및 번역가
- 프란코 도나토니 (1927–2000) - 작곡가
- 지노 파노 - 수학자
- 지롤라모 프라카스토로 (1476/8—1553) - 프라카스토리우스로도 알려져 있으며, 저명한 학자, 의사, 시인이다
- 조반니 조콘도 (1433–1515) - 건축가 및 학자
- 지롤라모 다이 리브리 - 초상화가 및 화가
- 로마노 구아르디니 (1885–1968) - 신학자
- 클라우디오 굴리엘모니 (1940년 출생) - 전직 프로 축구 선수
- 마르칸토니오 인제녜리 - 작곡가, 클라우디오 몬테베르디의 스승
- 에르네스티네 폰 키르히스베르크 - 오스트리아인 풍경 화가
- 지롤라모 란체로티 - 화가
- 체사레 롬브로소 - 범죄학자
- 시피오네 마페이 - 작가 및 역사가
- 마테오 마나세로 2009년 영국 아마추어 골프 챔피언
- 조반니 바티스타 마데르니 (1758–1803) - 이탈리아계 스위스인 화가
- 아르놀도 몬다도리 (1889-1971) - 편집자
- 로미오 몬테규와 줄리엣 캐퓰릿 - 셰익스피어의 희곡 '로미오와 줄리엣'의 가상의 인물
- 마르칸토니오 네그리 - 바로크 작곡가, 몬테베르디의 동료
- 카를로 페드로티 - 19세기 작곡가, 지휘자, 보컬 트레이너, 오페라 관련자
- 순교자 성 베드로 - 도미니코 수도회 설교가 및 성인
- 이폴리토 핀데몬테 - 시인
- 라테리우스 - 중세 시대 주교 및 저술가
- 프란체스카 레톤디니 - 배우
- 카를로 로벨리 - 물리학자 및 저술가
- 빈첸초 루포 - 르네상스 시대 작곡가
- 에밀리오 살가리 (1862–1911) - 소설가
- 안토니오 살리에리 (1750–1825) - 작곡가
- 미켈레 삼미켈리 - 건축가
- 사라 시메오니 - 전직 세계 높이뛰기 랭킹 1위 및 올림픽 금메달리스트
- 마르코 스트로파 - 작곡가
- 바르톨로메오 트롬본치노 - 르네상스 시대 작곡가
- 조르조 찬카나로 - 바리톤
- 아킬레 라우로 - 산마리노 대표로 유로비전 송 콘테스트 2022에 참가한 가수, 랩퍼, 작곡가
- 구아리노 다 베로나 - 교육자

## 국제 관계

### 자매 도시
베로나는 다음 도시들과 자매 결연을 맺고 있다:
- 독일 뮌헨
- 프랑스 님
- 크로아티아 풀라
- 오스트리아 잘츠부르크
- 미국 올버니
- 남아프리카 공화국 요하네스버그
- 일본 나가하마시
- 벨기에 생조스텐노드

### 우호 도시
베로나는 다음 도시들과 우호 관계에 있다:
- 페루 아야쿠초
- 팔레스타인 베들레헴
- 그리스 코르푸
- 독일 데트몰트
- 미국 프레즈노
- 중화인민공화국 항저우시
- 중화인민공화국 닝보시
- 중화인민공화국 주지시
- 러시아 카잔
- 알바니아 코르처
- 알바니아 티라나
- 슬로바키아 코시체
- 세르비아 크라구예바츠
- 대한민국 남원시
- 북마케도니아 프릴레프
- 이스라엘 라아나나
- 리비아 진탄

## 대중 문화

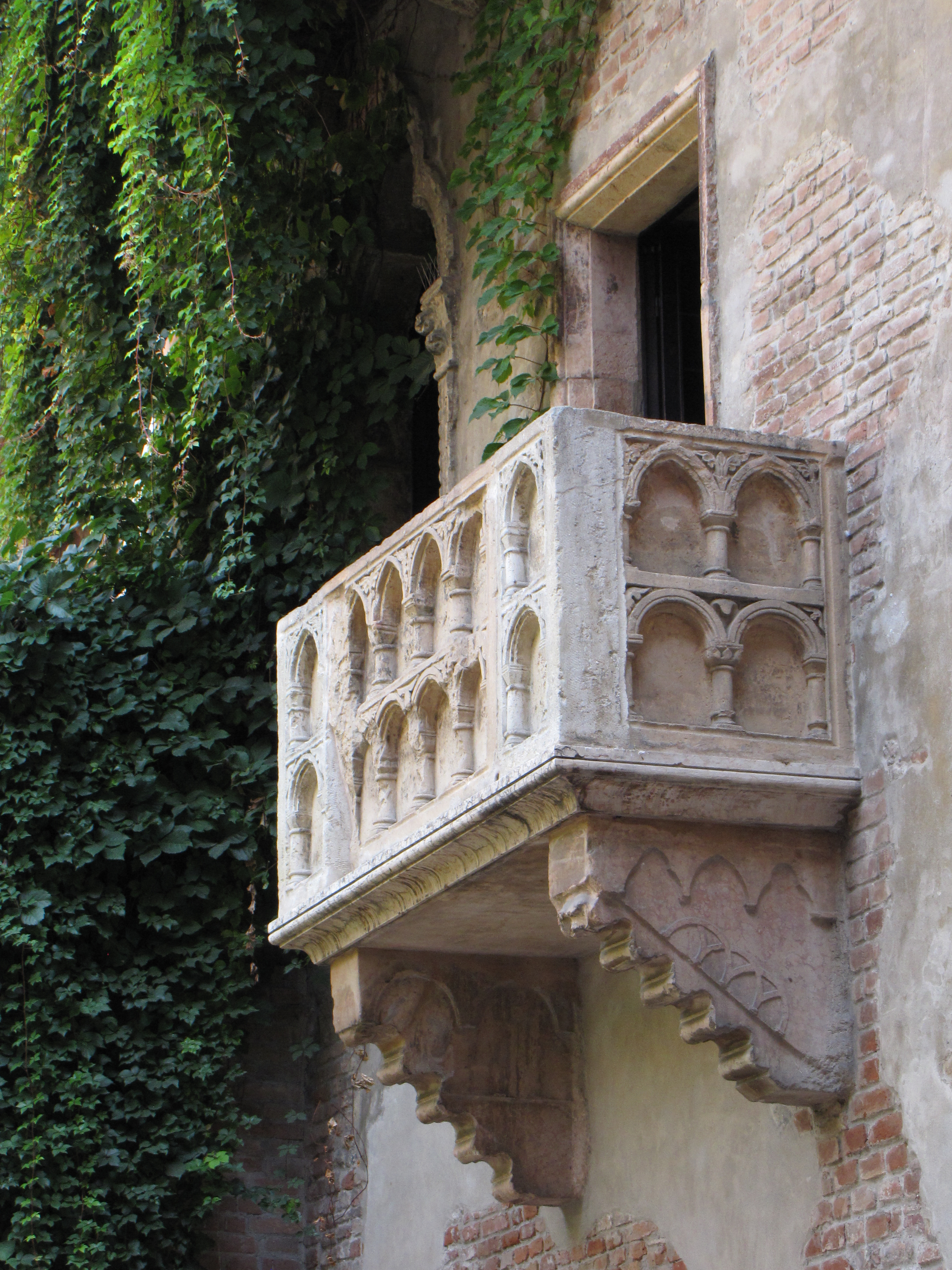
줄리엣 저택의 발코니

윌리엄 셰익스피어의 희곡 세 편 '로미오와 줄리엣', '말괄량이 길들이기', '베로나의 두 신사' 등이 베로나를 배경으로 하고 있다. 셰익스피어가 베로나를 방문했는지 여부는 알려져 있지 않다. 도시 주변 일부는 줄리엣의 저택, 줄리엣의 무덤, 로미오의 저택, 로미오의 무덤 등 희곡을 참조하여 이름이 붙여졌다.
2024년 5월, 프란치스코 교황은 베로나를 사랑의 도시라 여겼다.